# عبد العزيز العنزي
عبد العزيز العنزي لاعب كرة قدم سعودي و يلعب في الدفاع و لعب سابقاً مع نادي الفيصلي.